# Campionati mondiali di canoa/kayak slalom 1973
I XIII Campionati mondiali di canoa/kayak di slalom si sono svolti a Muotathal (Svizzera).

## Podi

### Uomini
| Evento        | Oro                                         | Perform. | Argento                                      | Perform. | Bronzo                                          | Perform. |
| Canoa         |                                             |          |                                              |          |                                                 |          |
| C-1           | Germania Est Reinhard Eiben                 |          | Cecoslovacchia Karel Tresnak                 |          | Germania Est Udo Müller                         |          |
| C-1 a squadre | Cecoslovacchia                              |          | Germania Est                                 |          | Germania Ovest                                  |          |
| C-2           | Cecoslovacchia Jiri Krejza Jaroslav Pollert |          | Germania Est Klaus Trummer Jürgen Kretschmer |          | Germania Ovest Willi Baues Hans-Otto Schumacher |          |
| C-2 a squadre | Germania Ovest                              |          | Cecoslovacchia                               |          | Germania Est                                    |          |
| Kayak         |                                             |          |                                              |          |                                                 |          |
| K-1           | Austria Norbert Sattler                     |          | Germania Est Siegbert Horn                   |          | Polonia Wojciech Gawronski                      |          |
| K-1 a squadre | Germania Est                                |          | Polonia                                      |          | Francia                                         |          |

### Misto
| Evento | Oro                                  | Perform. | Argento                                      | Perform. | Bronzo                                          | Perform. |
| Kayak  |                                      |          |                                              |          |                                                 |          |
| C-2    | Stati Uniti Carol Knight Dave Knight |          | Stati Uniti Barbara Holcombe Norman Holcombe |          | Paesi Bassi Ria van Stipdonk Peter van Stipdonk |          |

### Donne
| Evento        | Oro                           | Perform. | Argento                      | Perform. | Bronzo                     | Perform. |
| Kayak         |                               |          |                              |          |                            |          |
| K-1           | Germania Est Sybille Spindler |          | Polonia Marija Cwiertniewicz |          | Germania Est Martina Falke |          |
| K-1 a squadre | Stati Uniti                   |          | Svizzera                     |          | Germania Est               |          |

## Medagliere
| Posizione | Paese          | Oro | Argento | Bronzo | Totale |
| --------- | -------------- | --- | ------- | ------ | ------ |
| 1         | Germania Est   | 3   | 3       | 4      | 10     |
| 2         | Cecoslovacchia | 2   | 2       | 0      | 4      |
| 3         | Stati Uniti    | 2   | 1       | 0      | 3      |
| 4         | Germania Ovest | 1   | 0       | 2      | 3      |
| 5         | Austria        | 1   | 0       | 0      | 1      |
| 6         | Polonia        | 0   | 2       | 1      | 3      |
| 7         | Svizzera       | 0   | 1       | 0      | 1      |
| 8         | Francia        | 0   | 0       | 1      | 1      |
| 8         | Paesi Bassi    | 0   | 0       | 1      | 1      |
| Totale    | Totale         | 9   | 9       | 9      | 27     |